# Consejo de Transición del Sur
El Consejo de Transición del Sur (CTS, en árabe: المجلس الانتقالي الجنوبي al-Majlis al-Āntaqālī l-Janūbiyy) es una institución ejecutiva colegiada de carácter secesionista, no reconocida por la comunidad internacional y proclamada el 11 de mayo de 2017, durante la Guerra Civil Yemení por Aidarus al-Zoubaidi y Hani Bin Breik. Los 26 miembros del CTS incluyen a los gobernadores de cinco gobernaciones del sur y dos ministros del gobierno. Fue formado por el Movimiento de Yemen del Sur, partidarios de restaurar el antiguo país de Yemen del Sur. El Movimiento se estableció en 2007, durante el mandato del expresidente Ali Abdullah Saleh, y ha solicitado y trabajado para la separación e independencia del resto de Yemen.
Declarado el 4 de abril de 2017, el Consejo se compone de 26 miembros y está encabezado por Aidarus al-Zoubaidi como presidente, con Hani Bin Breik como vicepresidente. El CTS gobierna la mayor parte del territorio en el sur de Yemen. Algunos de los miembros del CTS eran los gobernadores de las gobernaciones de Dhale, Shabwah, Hadhramaut, Lahij, Socotra y Al Mahrah. También tiene control parcial de las gobernaciones de Abyan y Adén.

## Historia

Conformacion del Parlamento rebelde de Yemen del Sur.

Al final del mes de abril de 2017, el gobernador de la Provincia de Adén Aidarus al-Zoubaidi fue destituido por el presidente Abd Rabbuh Mansur al-Hadi por deslealtad a él, y por su lealtad al Movimiento de Yemen del Sur. El 3 de mayo se realizaron grandes concentraciones en la ciudad de Adén para protestar contra la decisión del presidente Hadi. El CTS se formó ese mismo mes. Un día después, Hadi llamó al consejo ilegítimo.
A partir del 28 de enero de 2018, los separatistas leales al CTS tomaron el control de la sede del gobierno yemení en Adén en un golpe de Estado contra el gobierno liderado por el Presidente de Yemen Abdrabbuh Mansur Hadi
El presidente del CTS Aidarus al-Zoubaidi anunció el estado de emergencia en Adén y dijo que "el CTS ha comenzado el proceso de derrocar el gobierno de Hadi sobre el sur".
Un activista chií afirmó que la batalla era una disputa entre Arabia Saudí y los Emiratos Árabes Unidos por el control de los nuevos recursos naturales de petróleo, plata y oro de Yemen descubiertos cerca de la frontera con Omán. También dijo que Hadi debería renunciar y permitir que un candidato más moderado esté dispuesto a cooperar con las milicias hutíes para convertirse en presidente a fin de reconstruir el país.

## Gobierno y Comisión Presidencial
La Comisión Presidencial consta de 26 miembros, que se enumeran a continuación.
| Nombre              | Cargo o profesión                                              |
| ------------------- | -------------------------------------------------------------- |
| Aidarus al-Zoubaidi | Presidente del Consejo                                         |
| Hani bin Breik      | Vicepresidente del Consejo y Comandante de la Brigada Al-Hizam |
| Fadhl al-Ghadi      | Gobernador de Dhale                                            |
| Lutfi Bashareef     | Ministro de Comunicaciones                                     |
| Murad al-Hallemy    | Ministro de Transportes                                        |
| Hamid Lamlas        | Gobernador de Shabwah                                          |
| Nasser al-Khobbaki  | Gobernador de Lahij                                            |
| Ahmed bin Breik     | Gobernador de Hadramaut                                        |
| Saleh al-Awlaqi     | Parlamentario                                                  |
| Abdulhadi Shayif    | Economista                                                     |
| Abdullah Arefarar   | Representante de Socotora                                      |
| Abdurrab al-Naqeep  | Representante de Yafea                                         |
| Adnan al-Kaaf       | Diputado por Adén                                              |
| Ahmed al-Socotry    | Gobernador de Socotora                                         |
| Mona Basharaheed    | Profesora de Literatura                                        |
| Aqel al-Attas       | Activista                                                      |
| Lutfi Shatara       | Periodista                                                     |
| Sahair Ali          | Profesor de Derecho                                            |
| Ahmed Bamuallem     | Brigadier General, representante de Hadramaut                  |
| Abdurahman Shaikh   | Diputado por Adén                                              |
| Salem al-Awlaqi     | Activista                                                      |
| Ameen Saleh         | Activista                                                      |
| Nasser Assadi       | Brigadier General y activista                                  |
| Ali Ashaibah        | Brigadier General y activista                                  |
| Niran Suqi          | Jurista                                                        |
| Ali al-Kathiri      | Representante del Movimiento de Yemen del Sur                  |